# Japanische Breitflügelfledermaus
Die Japanische Breitflügelfledermaus (Eptesicus japonensis) ist ein auf Japan endemisches Fledertier in der Familie der Glattnasen. Die Population zählte bis in die späten 1980er Jahre zur Nordfledermaus (Eptesicus nilssonii).

## Merkmale
Die Art unterscheidet sich nur wenig von der Nordfledermaus. Sie besitzt eine etwas hellere Fellfarbe und der Schwanz ist mit 35,5 bis 38,5 mm Länge etwas kürzer. Bei beiden Arten ist ein Teil der Schwanzflughaut von Fell bedeckt. Dieser Streifen ist bei der Japanische Breitflügelfledermaus etwa 10 mm breit und bei der Nordfledermaus 20 bis 25 mm breit. Die Exemplare erreichen eine Kopf-Rumpf-Länge von 54 bis 68 mm, eine Unterarmlänge von 38 bis 42 mm und besitzen 9 bis 12 mm lange Hinterfüße. An den schwarzbraunen Haaren der Oberseite können sich hellbraune Spitzen befinden. Um den Hals ist ein goldgelber Kragen vorhanden. Die Unterseite ist von hellem gelbbraunem Fell bedeckt. Die Japanische Breitflügelfledermaus hat schwarzbraune Ohren, Flughäute und nackte Bereiche des Gesichts. Das Gebiss enthält robuste Zähne, bei denen der zweite obere Schneidezahn zwei Höcker hat. Der diploide Chromosomensatz besteht aus 50 Chromosomen.

## Verbreitung und Lebensweise
Das Verbreitungsgebiet liegt auf der japanischen Hauptinsel Honshū. Es sind mehrere disjunkte Populationen vorhanden. Diese Fledermaus lebt in Gebirgen oberhalb von 700 Metern Höhe. Sie hält sich in Wäldern und in Kulturlandschaften auf.
Die Exemplare ruhen am Tage in Gebäuden und sehr wahrscheinlich in Baumhöhlen. Von den meisten Verstecken sind Einzelexemplare oder kleine Gruppen dokumentiert.

## Gefährdung
Vermutlich wirken sich Störungen in den Verstecken und die Fällung von Bäumen mit geeigneten Unterschlüpfen negativ auf den Bestand aus. Die Japanische Breitflügelfledermaus ist selten. Die größte bekannte Kolonie mit trächtigen Weibchen hatte etwa 200 Mitglieder. Die IUCN listet die Art als gefährdet (vulnerable).